# Faudoas
Faudoas é uma comuna francesa na região administrativa de Occitânia, no departamento de Tarn-et-Garonne. Estende-se por uma área de 18,95 km². Em 2010 a comuna tinha 297 habitantes (densidade: 15,7 hab./km²).